# Phenacoccus eschscholtziae
Phenacoccus eschscholtziae är en insektsart som beskrevs av Mckenzie 1961. Phenacoccus eschscholtziae ingår i släktet Phenacoccus och familjen ullsköldlöss. Inga underarter finns listade i Catalogue of Life.